# أباشيت
الأباشيت هو معدن سيليكات النحاس ذو الصيغة العامة لـ Cu 9 Si 10 O 29 · 11H 2 O.  يرتبط الاسم بسكان قبيلة أباشي في المنطقة القريبة من منجم نحاس الميلاد في جبال النبع النازف في مقاطعة جيلة في أريزونة، المكان الذي وصف فيه الأباشيت أول مرة في عام 1980.